# Ferrari 126 C4
Chronologie des modèles (1984)
Ferrari 126 C3 Ferrari 156-85
La Ferrari 126 C4 est la monoplace de Formule 1 engagée par la Scuderia Ferrari dans le cadre du championnat du monde de Formule 1 1984. Elle est pilotée par l'Italien Michele Alboreto, en provenance de Benetton Formula, et le Français René Arnoux, qui effectue sa deuxième saison au sein de l'écurie italienne.

## Historique

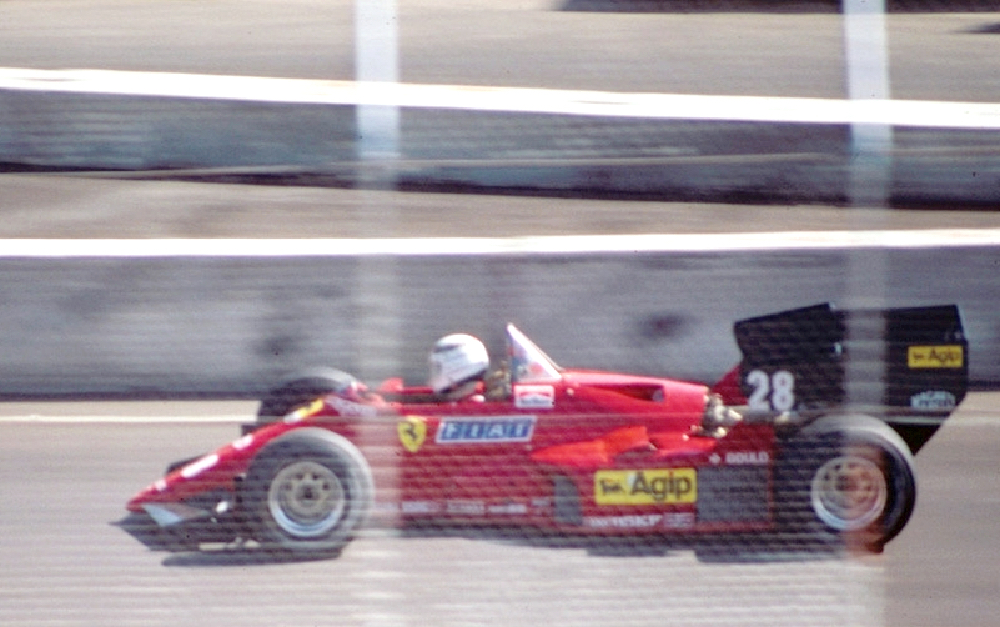
René Arnoux à bord de la Ferrari 126 C4 lors du Grand Prix de Dallas.

La 126 C4 est une évolution de la Ferrari 126 C3. La nouvelle monoplace est conçue en fibre de carbone sans carrosserie et est dotée d'un moteur et une boîte de vitesses allégés, ainsi la voiture perd 6 % de son poids, passant ainsi de 595 à 542 kilogrammes. La 126 C4 présente également de nouveaux ailerons, ainsi que des extracteurs et des pontons latéraux redessinés.
Le début de saison est difficile pour la Scuderia Ferrari. Lors du Grand Prix du Brésil, Alboreto, parti deuxième, prend la tête de la course dès le premier tour avant d'abandonner onze tours plus tard sur problèmes de freins. En Afrique du Sud, les deux pilotes Ferrari sont tous deux victimes d'un problème d'allumage : si Alboreto parvient à finir la course en onzième position, Arnoux est contraint à l'abandon au quarantième tour. Au Grand Prix de Belgique, Alboreto et Arnoux occupent la première ligne lors des qualifications. L'Italien, parti de la pole position, remporte la course tandis que le Français finit troisième.
René Arnoux monte à nouveau sur le podium à Saint-Marin et à Monaco, où l'épreuve a été interrompu avant la mi-course, alors que Michele Alboreto ne rapporte qu'un demi-point en trois courses. Le Français termine deuxième lors du Grand Prix de Dallas. En Grande-Bretagne, Alboreto et Arnoux terminent dans les points alors qu'ils se sont élancés du milieu de grille. C'est lors du Grand Prix d'Autriche qu'Alboreto renoue avec les podiums puisque parti douzième, l'Italien parvient à décrocher la troisième place. Alboreto prend la deuxième place lors du Grand Prix d'Italie, puis récidive sur le Nürburgring lors du Grand Prix d'Europe alors qu'Arnoux doit se contenter de la cinquième place. Lors de la dernière manche de la saison, disputé au Portugal, Alboreto termine quatrième alors qu'Arnoux, élancé de la dix-septième position, franchit la ligne d'arrivée à la neuvième place.
À la fin de la saison, la Scuderia Ferrari termine deuxième du championnat des constructeurs avec 57,5 points. Michele Alboreto s'empare de la quatrième place du championnat des pilotes avec 30,5 points tandis que René Arnoux se classe sixième avec 27 points.

## Ferrari 126 C4-M2
La Scuderia Ferrari teste quelques jours avant le début de la saison 1985 une version baptisée 126 C4-M2, pilotée par le pilote essayeur de l'écurie, le Britannique Johnny Dumfries. C'est une monoplace de transition entre la 126 C4 et la Ferrari 156-85.

## Résultats en championnat du monde de Formule 1
| Saison | Écurie                     | Moteur                | Pneus    | Pilotes          | Courses | Courses | Courses | Courses | Courses | Courses | Courses | Courses | Courses | Courses | Courses | Courses | Courses | Courses | Courses | Courses | Points inscrits | Classement |
| Saison | Écurie                     | Moteur                | Pneus    | Pilotes          | 1       | 2       | 3       | 4       | 5       | 6       | 7       | 8       | 9       | 10      | 11      | 12      | 13      | 14      | 15      | 16      | Points inscrits | Classement |
| ------ | -------------------------- | --------------------- | -------- | ---------------- | ------- | ------- | ------- | ------- | ------- | ------- | ------- | ------- | ------- | ------- | ------- | ------- | ------- | ------- | ------- | ------- | --------------- | ---------- |
| 1984   | Scuderia Ferrari SpA SEFAC | Ferrari Tipo 031/1 V6 | Goodyear |                  | BRA     | AFS     | BEL     | SMR     | FRA     | MON*    | CAN     | DET     | DAL     | GBR     | ALL     | AUT     | P-B     | ITA     | EUR     | POR     | 57,5            | 2e         |
| 1984   | Scuderia Ferrari SpA SEFAC | Ferrari Tipo 031/1 V6 | Goodyear | Michele Alboreto | Abd.    | 11e     | 1er     | Abd.    | Abd.    | 6e      | Abd.    | Abd.    | Abd.    | 5e      | Abd.    | 3e      | Abd.    | 2e      | 2e      | 4e      | 57,5            | 2e         |
| 1984   | Scuderia Ferrari SpA SEFAC | Ferrari Tipo 031/1 V6 | Goodyear | René Arnoux      | Abd.    | Abd.    | 3e      | 2e      | 4e      | 3e      | 5e      | Abd.    | 2e      | 6e      | 6e      | 7e      | 11e     | Abd.    | 5e      | 9e      | 57,5            | 2e         |

Légende : ici  

* En raison des conditions météorologiques, le Grand Prix de Monaco a été interrompu après 31 tours sur les 77 prévus, ainsi seule la moitié des points a été attribué.